# Juan Antonio Monet del Barrio
Juan Antonio Monet del Barrio   (Vigo, 2 de juny de 1781 - Madrid, 3 d'abril de 1837) fou un militar i polític gallec, ministre de guerra cap al final del regnat de Ferran VII d'Espanya.

## Biografia
En 1793 va ingressar amb només 11 anys a les forces armades del seu país. Va combatre a Àfrica i en la Guerra del francès, participant en més de 20 batalles i ferit en dues ocasions, greument la batalla de Bailén. Al maig de 1816 va ser destinat a Amèrica. Va salpar de Cadis i va arribar a Lima tres mesos després. Es va veure involucrat en nombroses operacions i hagué de creuar la Serralada dels Andes en 24 ocasions. Vidu, en 1819 va casar a Lima amb María Urionaegoena y Cajigas Ulloa.
Va ser dels escassos oficials que no van prendre part en el Pronunciament d'Aznapuquio que el 29 de gener de 1821 va deposar Joaquín de la Pezuela del comandament del Virregnat del Perú i el seu reemplaçament pel general José de la Serna. Al costat del capità de fragata Simón Londoño i els coronels Marquès de Casares i Juan Lóriga, va acompanyar Pezuela en la seva sortida de palau.
Va participar de les batalles d'Ica, Torata, Moquegua i Junín. En 1823 va obtenir el grau de Mariscal de Camp. Els primers dies de març de 1824 el Monet va ocupar Lima i El Callao, però a la fi del mateix mes es va retirar a la serra. També va participar en la batalla d'Ayacucho, en la que fou ferit en el canell.
En 1825 va tornar a Espanya. El 28 de setembre de 1827 fou enviat sota les ordres de Charles d'Espagnac a Catalunya per combatre els apostòlics, reialistes extrems que consideraven que Ferran VII d'Espanya estava condicionat pels liberals, en la Guerra dels Malcontents. Malgrat l'indult, molts dels seus dirigents van ser executats per Carles, qui seria nomenat capità general de Catalunya i passaria a la posteritat amb el sobrenom de l'assassí de Catalunya.
En 1828 va rebre el nomenament de Cavaller Gran Creu de l'orde de Sant Hermenegild i en 1829 era general de granaders de la Guàrdia. En 1831 va rebre el nomenament de Cavaller Gran Creu de l'Orde de Sant Ferran i exercia com a Comandant General del Camp de Gibraltar, on fou responsable de la repressió de revolucionaris liberals que van desembarcar en les seves costes en el mes de desembre al comandament de Torrijos. A l'octubre de 1832, encara al capdavant d'aquest càrrec, va ser nomenat Ministre de Guerra en el gabinet de Francisco Cea Bermúdez, càrrec que va exercir fins a la seva renúncia el 14 de desembre d'aquest any, en què va ser reemplaçat per Francisco Fernández del Pino. Posteriorment fou nomenat capità general de Castella la Nova i després de les Illes Balears.
Va morir a Madrid el 3 d'abril de 1837.